# Bateau de Ladby

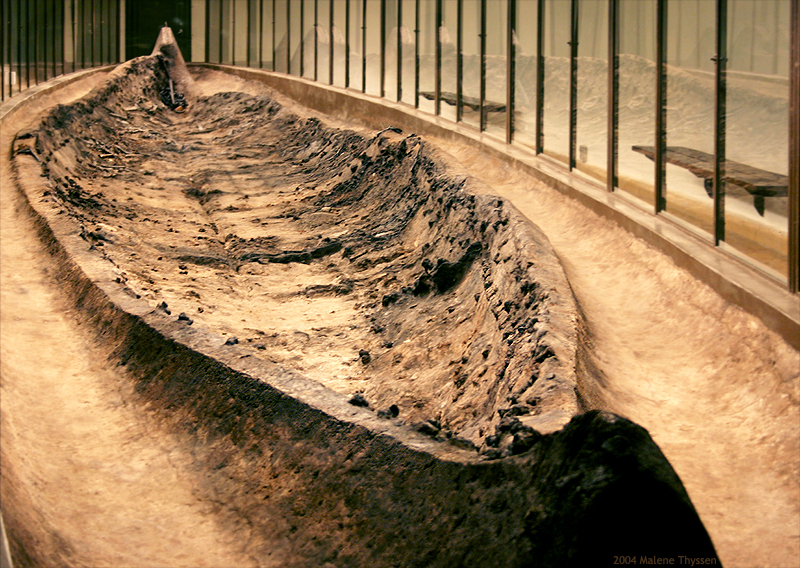
Le bateau de Ladby.

Le bateau de Ladby est un bateau tombe d'importance, du type du bateau utilisé dans une cérémonie funéraire à Hedeby et des bateaux tombes d'Oseberg, Borre, Gokstad et Tune dans le Sud de la Norvège, tous remontant aux IXe et Xe siècles. Il s'agit du seul bateau tombe retrouvé au Danemark.
La tombe est située au sein d'un site funéraire ordinaire, datant de l'âge viking. Les fouilles révélèrent une abondance de biens, constituée d'objets mais aussi d'animaux. On y a retrouvé les squelettes de quatre chiens et onze chevaux alors que les autres tombes vikings du Danemark comptent au maximum trois squelettes d'animaux. L'ensemble a été daté au début du Xe siècle, se basant sur un lien en bronze doré venant d'un harnais pour chien, décoré dans le style de Jelling et qui a été trouvé sur place.
La tombe a subi d'importantes perturbations et, à partir du moment où il n'a été trouvé aucune dépouille, ceci a été interprété comme étant un transfert d'une tombe païenne à une tombe chrétienne.
Les fouilles ont été menées par G. Rosenberg, conservateur, et P. Helweg Mikkelsen, pharmacienne, entre 1934 et 1937 et leurs croquis originaux constituent la première source d'informations sur cette découverte. Les restes se trouvent au Musée viking de Ladby à Kerteminde.